# Anastasia Lobach
Pour les articles homonymes, voir Lobach.
Anastasia Lobach, née le 25 juin 1987 à Minsk, est une handballeuse internationale biélorusse.

## Palmarès

### En club
compétitions internationales
- finaliste de la Coupe d'Europe des vainqueurs de coupe en 2014 (avec Zvezda Zvenigorod)

compétitions nationales
- championne de Biélorussie en 2006, 2009 et 2010 (avec BNTU Minsk Region)
- championne de Roumanie en 2017 (avec CSM Bucarest)